# Сондърс
Окръг Сондърс (на английски: Saunders County) е окръг в щата Небраска, Съединени американски щати. Площта му е 1953 km², а населението - 19 215 души (2000). Административен център е град Уаху.